# Sigrid Hoth
Sigrid Hoth (* 8. März 1961 in Zerbst/Anhalt) ist eine deutsche Tierärztin und Politikerin (FDP).
Hoth wurde 1989 an der Universität Leipzig zum Dr. med.vet. promoviert. Sie wurde 1990 als eine der jüngsten Abgeordneten in den Deutschen Bundestag gewählt. Sie zog dabei über die Landesliste Sachsen-Anhalt ins Parlament ein und gehörte diesem bis 1994 an.